# Dekmanca
Dekmanca (deutsch: Deckmannsdorf) ist ein Dorf in der Gemeinde Bistrica ob Sotli in Slowenien. Es liegt in der historischen Region Untersteiermark an der kroatischen Grenze.

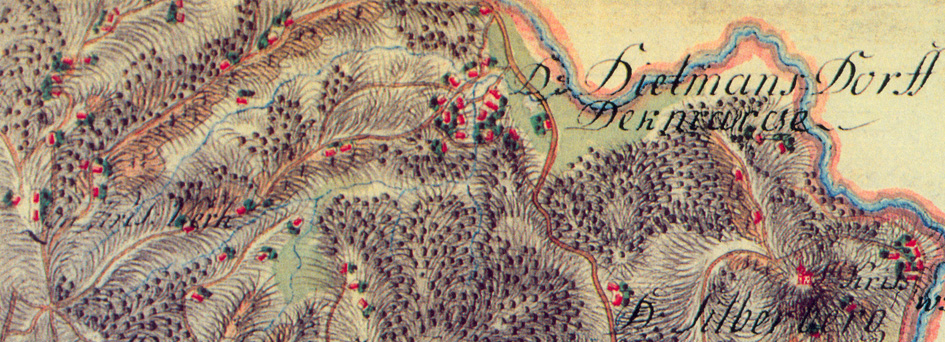
Deckmannsdorf/Dekmanca mit Umgebung. (Josephinische Landesaufnahme 1784–1787)

## Geografie
Das Ortsgebiet grenzt an die Gemeindeteile Srebrnik im Osten, Križan Vrh im Süden sowie an das zur Nachbargemeinde Podčetrtek gehörende Lastnič im Nordwesten. Im Nordosten berührt die Dorfflur den Fluss Sotla, der hier die slowenisch-kroatische Grenze markiert. Dekmanca wird im nordöstlichen Bereich seiner Gemarkung von der Hauptstraße 219 durchzogen, einem uralten Handelsweg, der die beiden untersteirischen Städte Brežice/Rann und Slovenska Bistrica/Windischfeistritz verbindet.

## Geschichte
Der Ort wird urkundlich erstmals am 12. Mai 1351 genannt: „…newn huben ze Dyetmarstorff gelegen, da auf zwayen huben siczet suppan Janes…“. Im Jahre 1404 wird erwähnt: „…acht huben zu Dyetmarstorff, ain muol vnd drey hofstet…“, und 1436: „…acht hueben ze Dietmansdorff bey der Zatel…“. Im Urbar der Herrschaft Königsberg von 1566 wird die Siedlung Dietmansdorff bezeichnet und als zehntpflichtige Untertanen sind aufgeführt: Michl Suppan, Martin Suppan, Wlaß, Urban Soritsch, Mathia (und) Mathia Soritsch.
Auch in der josephinischen Landesaufnahme (1784–1787) wird die Siedlung erwähnt: „Dietmansdorff… Die Haußer stehen auf paar Anhöhen, von welchen die Strasse und Felder bies Bach Szotla kenen bestriechen werden,… Hier gehet die Landstraße vorbey, ist 2 Kl. breit, und zu allen Zeiten gutte; die übrigen Seiten Weege sind 4 bis 6 Schuh breit, voll Löcher, und bei anhaltenden Regen Wetter wegen lettigen Boden morastig, dahero zu allen Zeiten schlecht…“.